# São Thomé das Letras
São Thomé das Letras es un municipio brasileño ubicado en el estado de Minas Gerais. El municipio tiene una superficie urbana de 369,747 km² y una densidad de población de aproximadamente 19,2 habitantes por km². Según los datos de 2021, la población era de 7.151 habitantes.

## Topónimo
El nombre de la ciudad proviene de una leyenda del siglo XVIII, cuando se encontró una estatua de São Thomé en una gruta de la ciudad por João Antão, un esclavo analfabeto que se había escapado de una hacienda. La estatua fue encontrada junto a una carta escrita por él mismo en perfecto estado.
Otra versión de la leyenda afirma que João Antão le contó a su dueño que la carta le fue entregada en la cueva por un misterioso hombre vestido de blanco. Impresionado por la historia, el dueño del esclavo concedió la manumisión y ordenó la construcción de una iglesia en la ciudad.
El sufijo "Das Letras" en el nombre de la ciudad hace referencia a las antiguas inscripciones rupestres grabadas en la gruta.

## Geografía
São Thomé das Letras se encuentra en una zona montañosa del interior de Brasil, a una altitud de 1.227 m sobre el nivel del mar. Esta elevación proporciona una vista panorámica de las características topográficas del municipio y las regiones circundantes, incluyendo una gran parte de los valles. Por lo tanto, es un destino muy popular entre los viajeros brasileños que aman la naturaleza.

## Turismo

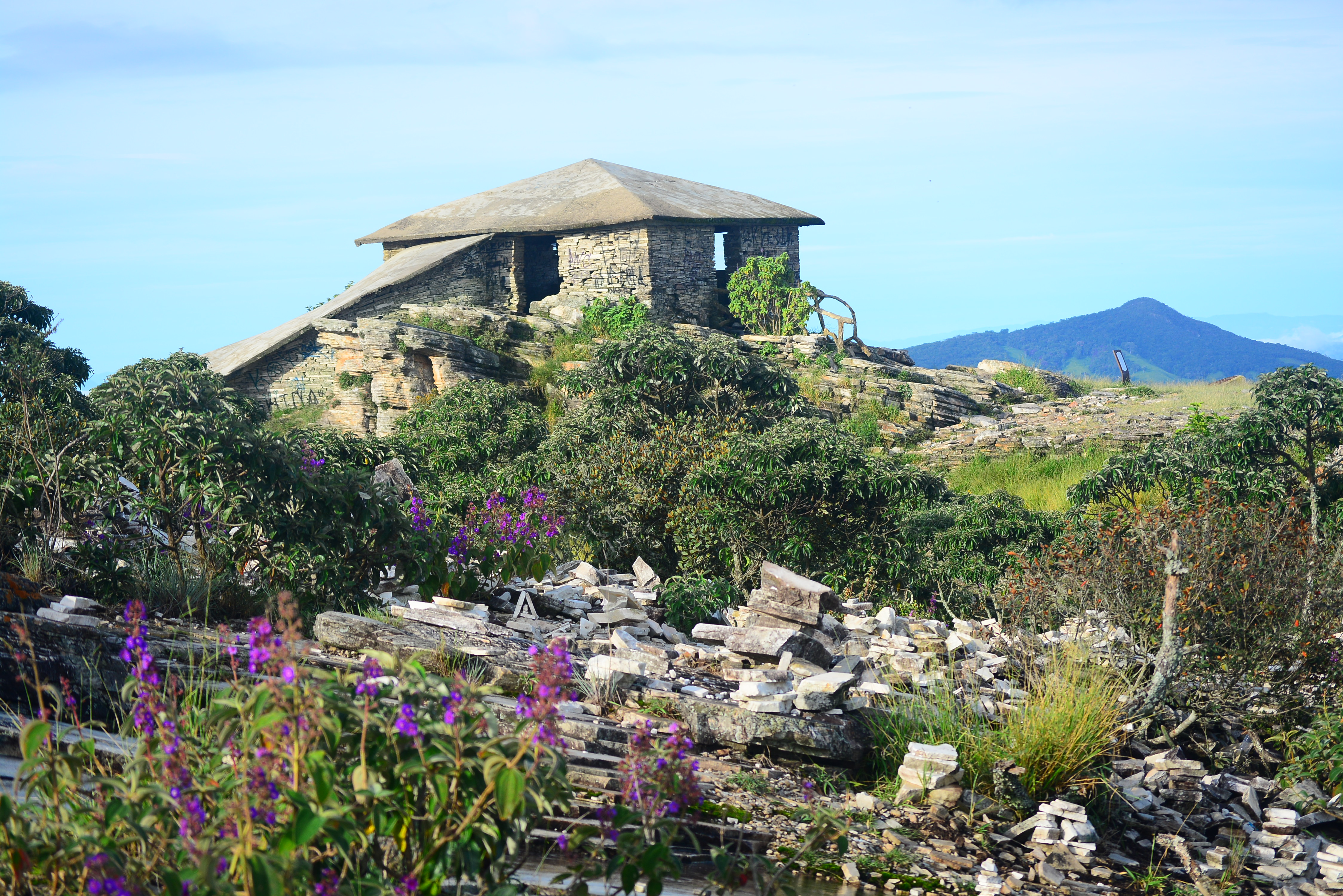
Casa da Pirâmide

Se cree que São Thomé das Letras es uno de los siete puntos energéticos del planeta. También es conocida como la "Ciudad Mística" y atrae a visitantes interesados en espiritismo y temas científicos.
La ciudad también se considera la capital de la ufología en Brasil debido a numerosos informes de turistas y residentes que han avistado ovnis en los cielos de la ciudad. Anualmente se celebran encuentros de ufología en São Thomé das Letras.
Es un destino popular para turistas y amantes de la naturaleza, ya que cuenta con cuevas locales como la Gruta de São Thomé y la Gruta do Carimbado. Las formaciones rocosas son parte de la geología del municipio, que también cuenta con varias cascadas, como Eubiose, Véu da Noiva, Paraíso, Lua, Antares y Sobradinho.
El centro histórico de la ciudad ha sido declarado Patrimonio Nacional debido a su significado cultural que se remonta a la época colonial de Brasil.
La Iglesia Matriz cuenta con retablos de estilo rococó y sus paredes están decoradas con magníficas pinturas del artista colonial brasileño Joaquim José da Natividade. La iglesia de piedra fue construida en el siglo XVIII.

## Imágenes

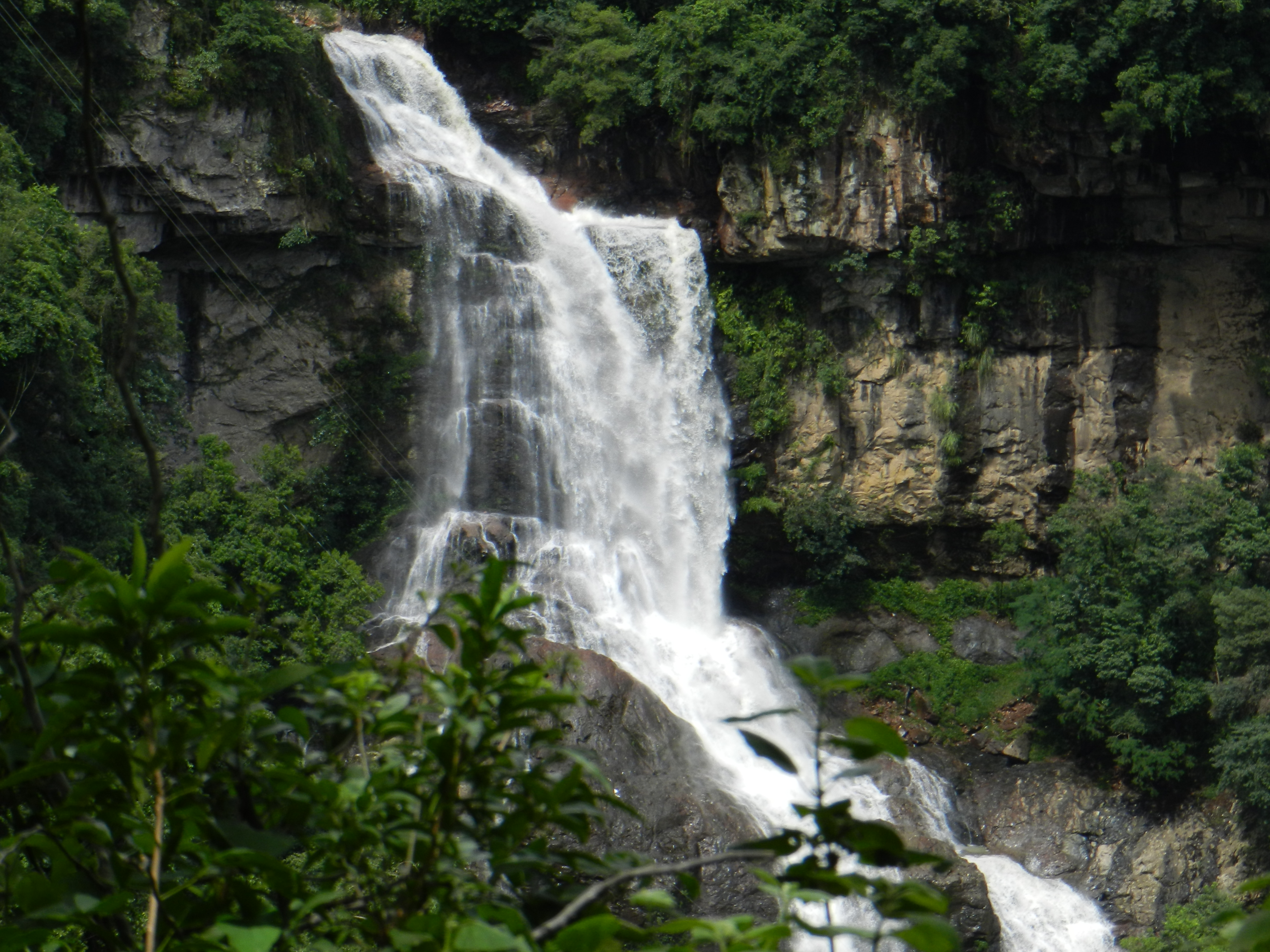
Cascada ''Véu da Noiva'' (Velo de novia).
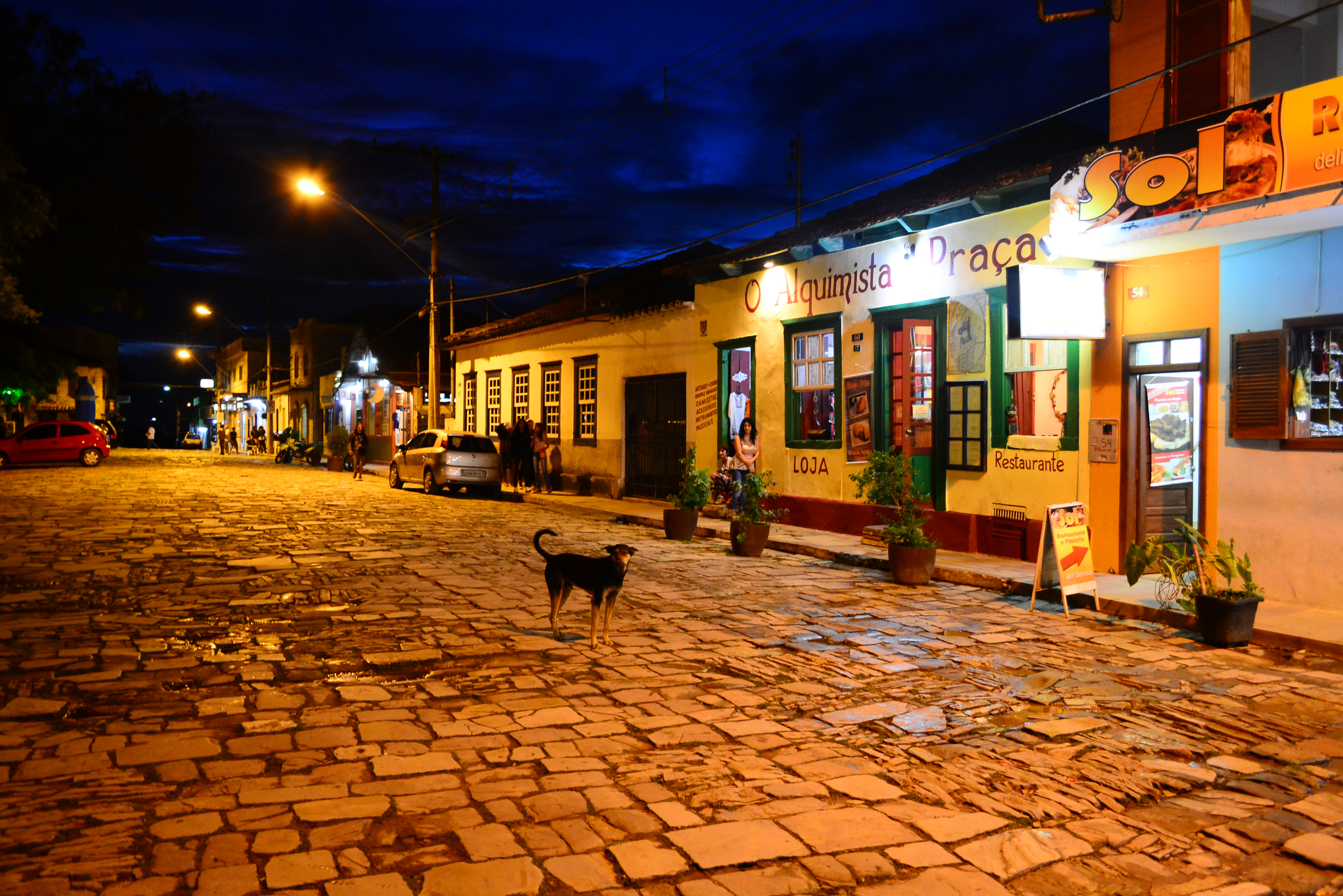
Vista de la Ciudad Mistica
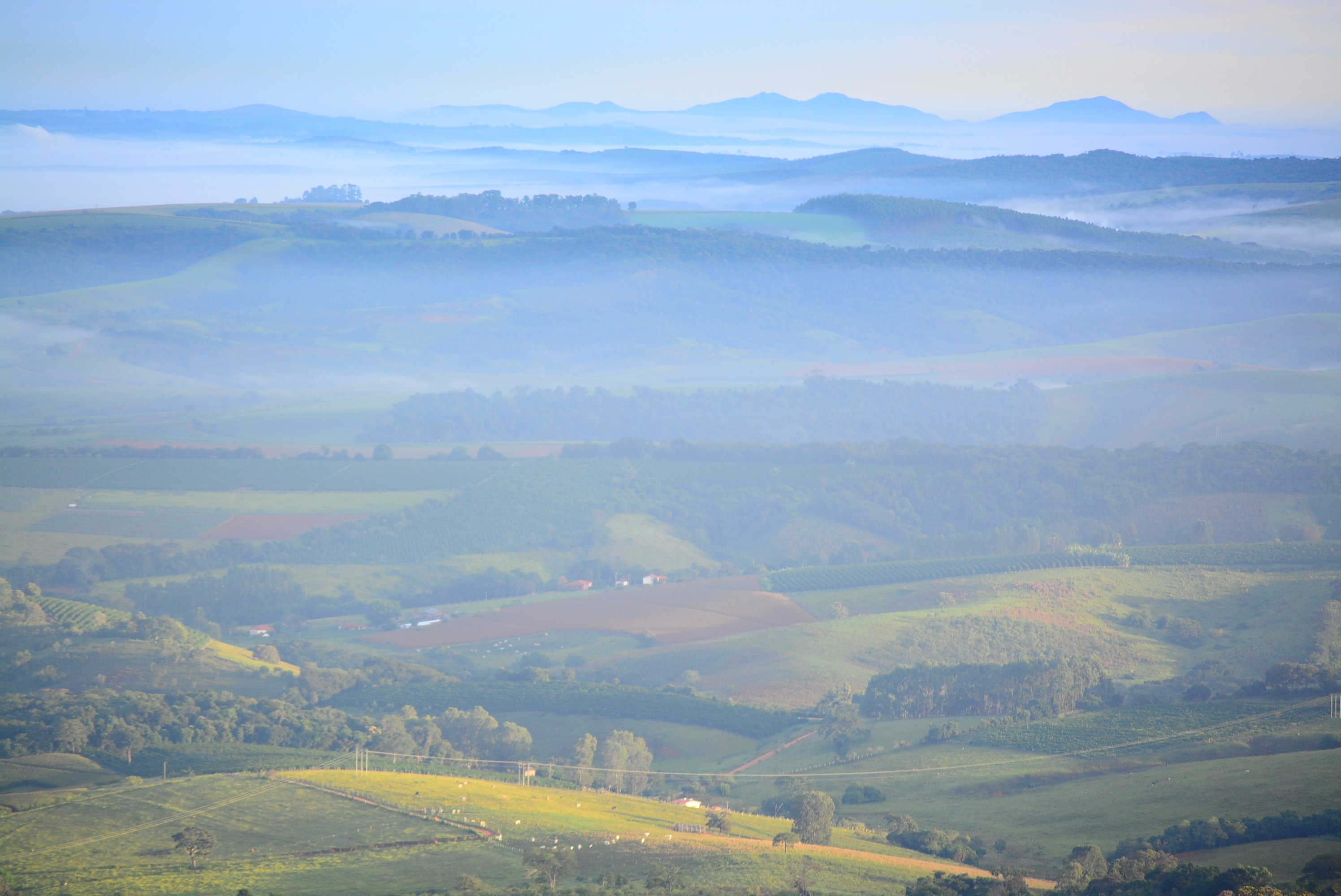
Vista del Horizonte
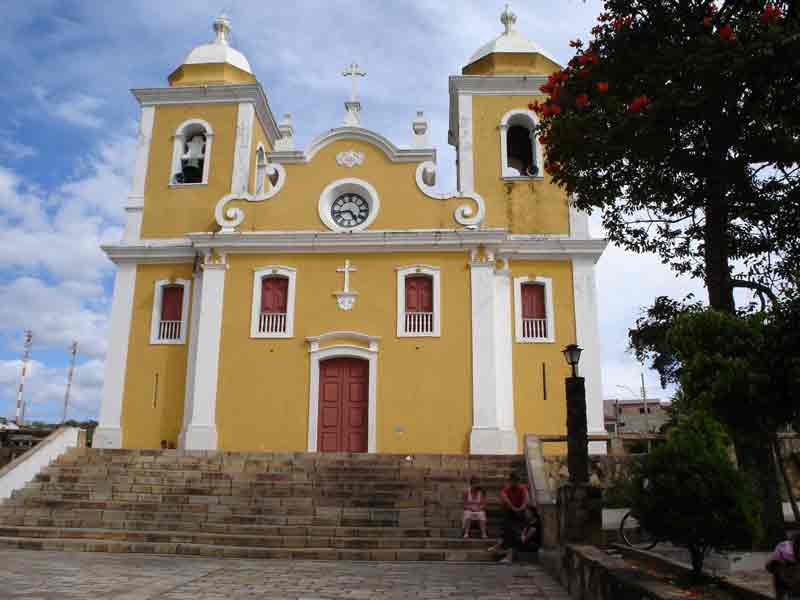
Iglesia Central
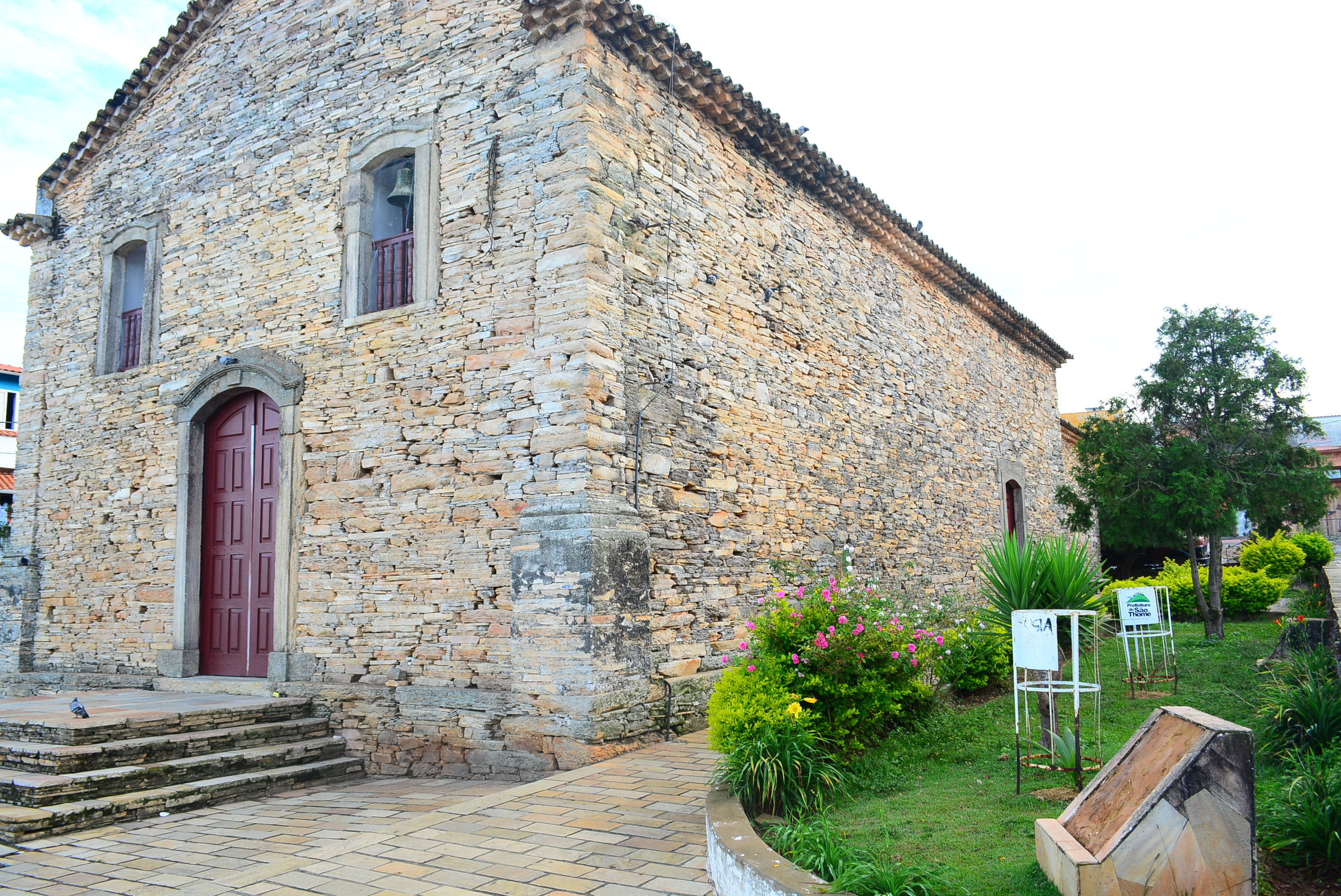
Igreja de Piedra Nossa Senhora do Rosário
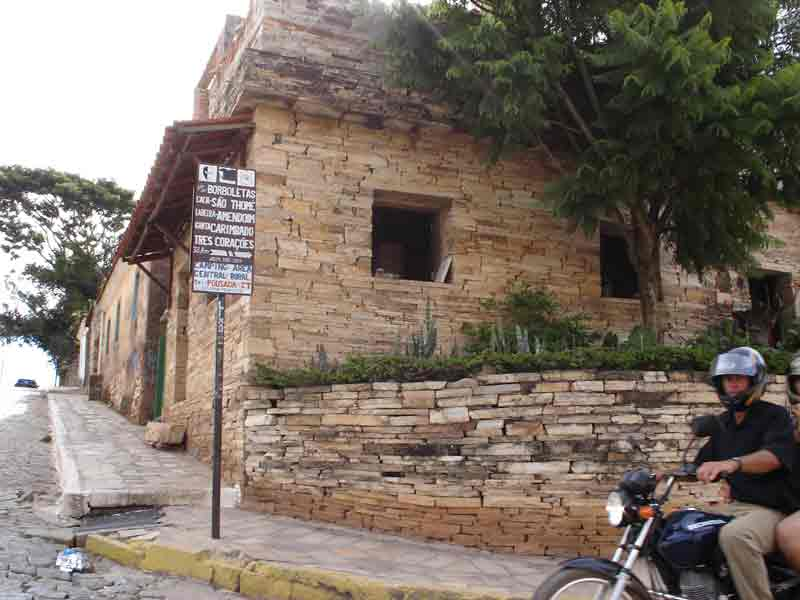
Construcción en piedra
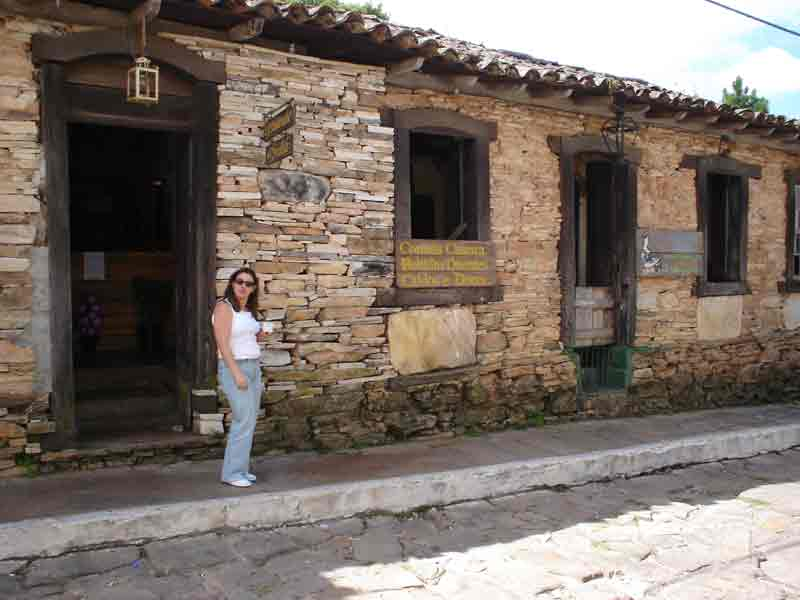
Construcción en piedra
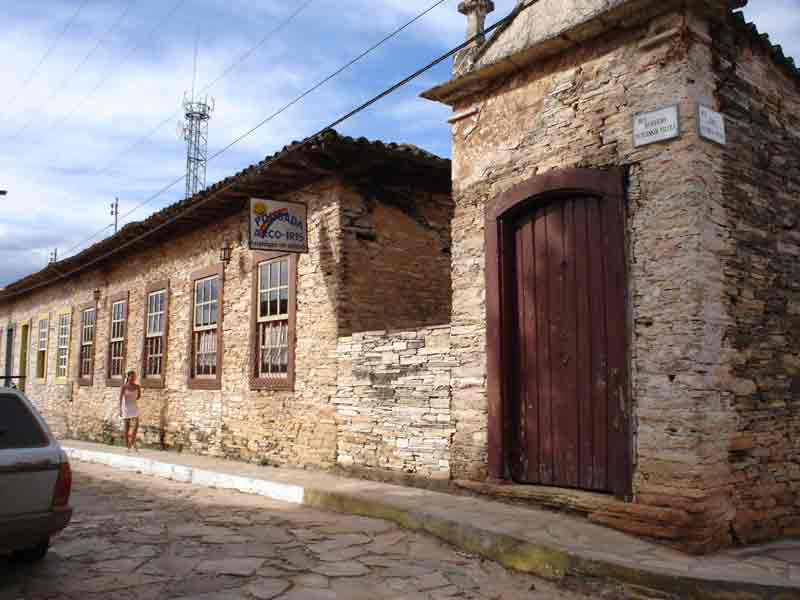
Construcción en piedra
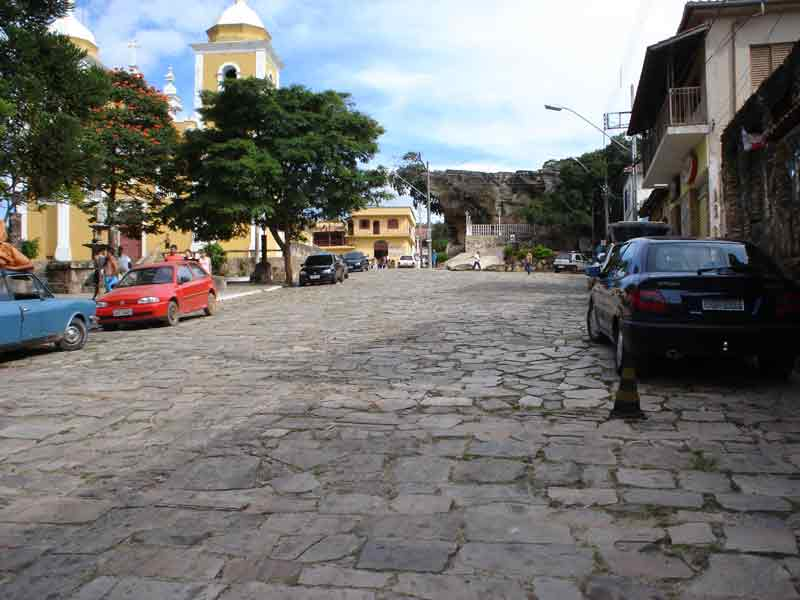
Calçamento en piedra
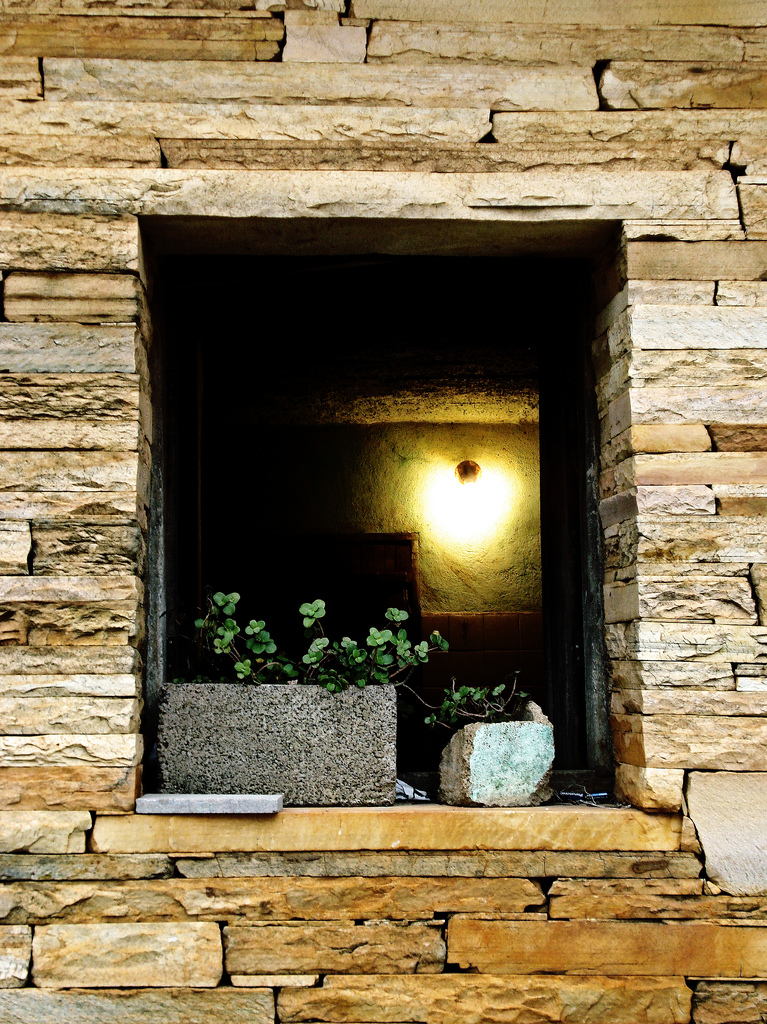
Tradicional casa de piedra de Sao Thomé das Letras